# 후안데 라모스
후안 데 라 크루스 라모스 카노(Juan de la Cruz Ramos Cano)는 흔히 후안데 라모스(Juande Ramos, 1954년 9월 25일 ~ )라는 이름으로 알려져 있는 스페인의 전직 축구 선수 겸 현재 축구 감독이다.

## 경력
선수 시절 엘체, 알코야노, 리나레스, 엘덴세, 알리칸테, 데니아에서 미드필더로 뛰었지만 28세 때 무릎 부상을 이유로 현역 은퇴하게 된다.
2005년 세비야의 감독으로 취임했으며 2006년 세비야의 UEFA컵 우승과 UEFA 슈퍼컵 우승에 공헌했다. 2007년에는 세비야의 코파 델 레이 우승과 수페르코파 데 에스파냐 우승, UEFA컵 2회 연속 우승에 공헌했고 세비야가 2006-07 라 리가 시즌에서 3위를 차지하면서 UEFA 챔피언스리그 진출 티켓을 획득하는 데에 공헌했다.
2007년 10월 26일 세비야 감독에서 사임했고 10월 27일 성적 부진을 이유로 해임된 마르틴 욜의 후임으로 토트넘 홋스퍼의 새 감독에 취임했다. 2008년 2월 24일 토트넘 홋스퍼의 풋볼 리그 컵 우승과 UEFA컵 진출 티켓 획득에 공헌했지만 토트넘 홋스퍼는 2008-09 프리미어리그 시즌 초반 8경기에서 2무 6패를 기록했을 정도로 성적 부진에 시달렸고 결국 10월 25일 구단으로부터 해임되고 만다. 그의 후임으로 해리 레드냅이 토트넘 홋스퍼의 새 감독으로 취임했다.
2008년 12월 9일 라 리가 시즌 진행 도중에 해임된 베른트 슈스터를 대신해서 레알 마드리드의 감독으로 취임했다. 레알 마드리드는 바르셀로나와의 더비 경기(엘 클라시코) 1차전에서 0-2 패배를 당한 이래 라 리가 18경기에서 17승 1무를 기록하면서 한때 승점 차이를 4점 차로 좁혔지만 바르셀로나와의 더비 경기(엘 클라시코) 2차전에서 2-6 패배를 당했고 마지막 4경기에서 전패를 당하고 만다. 2009년 9월 10일 지쿠 감독의 후임으로 CSKA 모스크바의 새 감독에 취임했지만 10월 26일 사임했다.
2010년 10월 1일 우크라이나의 드니프로 드니프로페트로우스크와 4년 계약을 맺고 감독으로 취임했다. 그리고 계약 기간이 다 되자 갱신하지 않고 종료되었다.

## 수상
세비야
- UEFA컵 2회 우승 (2005-2006, 2006-2007)
- UEFA 슈퍼컵 1회 우승 (2006), 1회 준우승 (2007)
- 코파 델 레이 1회 우승 (2006-2007)
- 수페르코파 데 에스파냐 1회 우승 (2007)

토트넘 홋스퍼
- 풋볼 리그 컵 1회 우승 (2007-2008)